# Copa da Escócia de 1955–56
A Copa da Escócia de 1955-56 foi a 71º edição do torneio mais antigo do futebol da Escócia. O campeão foi o Heart of Midlothian F.C, que conquistou seu 5º título na história da competição ao vencer a final contra o Celtic F.C., pelo placar de 3 a 1.

## Premiação
| Copa da Escócia de 1955-56                  |
| Escócia                                     |
| ------------------------------------------- |
| Heart of Midlothian F.C Campeão (5º título) |